# Anja Garbarek
Anja Garbarek (ur. 24 lipca 1970 w Oslo) – norweska piosenkarka i kompozytorka muzyki filmowej. Córka saksofonisty Jana Garbarka. Jej utwory stanowią ścieżkę dźwiękową filmu „To nie mój film” w reż. Marii Zbąskiej, nagrodzonego Złotym Pazurem im. Andrzeja Żuławskiego na 49. Festiwalu Polskich Filmów Fabularnych w Gdyni.

## Dyskografia
Albumy
| Velkommen inn               | - Data: 1992 - Wydawca: RCA/BMG                 | —   | 8  |
| Balloon Mood                | - Data: 1996 - Wydawca: RCA/BMG                 | —   | 4  |
| Smiling & Waving            | - Data: 29 listopada 2001 - Wydawca: Virgin/EMI | 126 | 6  |
| Briefly Shaking             | - Data: 3 października 2005 - Wydawca: EMI      | 140 | 17 |
| Angel-A (ścieżka dźwiękowa) | - Data: 2 marca 2006 - Wydawca: EMI             | —   | —  |
| The Road Is Just a Surface  | - Data: 2018 - Wydawca: Drabant Music           | —   | —  |
| "—" album nie był notowany. |                                                 |     |    |

Inne
| Album                              | Rok  | Uwagi                                                                                    | Źródło |
| ---------------------------------- | ---- | ---------------------------------------------------------------------------------------- | ------ |
| Bergmund Waal Skaslien - Sound Off | 2000 | gościnnie śpiew w utworze "The Gold Card Business Lounge" / "Writing Letters In Transit" | [ 7 ]  |
| Satyricon - Volcano                | 2002 | gościnnie śpiew w utworach "Angstridden", "Mental Mercury" i "Black Lava"                | [ 8 ]  |
| Rita Marcotulli - Koine            | 2003 | gościnnie śpiew w utworze "Afromenia"                                                    | [ 9 ]  |
| Wibutee - Sweet Mental             | 2006 | gościnnie śpiew w utworze "The Ball"                                                     | [ 10 ] |
| Robert Wyatt - Comicopera          | 2007 | autorka utworu "Stay Tuned"                                                              | [ 11 ] |
| Steve Jansen - Slope               | 2007 | gościnnie śpiew i słowa w utworze "Cancelled Pieces"                                     | [ 12 ] |

## Nagrody i wyróżnienia
| Rok  | Kategoria   | Tytułem          | Nagroda          | Nota | Źródło |
| ---- | ----------- | ---------------- | ---------------- | ---- | ------ |
| 2001 | Åppen klase | Smiling & Waving | Spellemannprisen | Laur | [ 13 ] |